# Filmverband Sachsen
Der Filmverband Sachsen e. V. ist ein gemeinnütziger eingetragener Verein. Er wurde am 13. Dezember 1990 als Interessenvertretung der sächsischen Filmschaffenden gegründet und hat seinen Sitz in Dresden. Der Verband ist Mitglied der Interessengemeinschaft der Landeskulturverbände in Sachsen.

## Vereinsstruktur
Der Verein hat 2012 über 100 Mitglieder:
- Filmproduktionsfirmen
- freischaffende Filmschaffende: Produzenten, Regisseure, Kameraleute, Assistenten, Komponisten, Journalisten, Drehbuchautoren, Editoren und andere.[1]
- Bundes- und Landesverbände
- Filmfestivals

Die Mitgliederversammlung als oberstes Organ wählt aller zwei Jahre einen neunköpfigen Vorstand, der den Verein vertritt. Der Filmverband Sachsen unterhält eine Geschäftsstelle, in der Sophie Quadt (Geschäftsstellenleiterin) tätig ist. Sitz der Geschäftsstelle ist das Medienkulturzentrum in Dresden. Der Verband ist Gründungsmitglied der Interessengemeinschaft der Landeskulturverbände Sachsen. Er wird vom Sächsischen Staatsministerium für Wissenschaft und Kunst und dem Kulturamt der Landeshauptstadt Dresden als Ansprechpartner im Film-, Medien- und kulturpolitischen Bereich anerkannt und finanziell gefördert. Der Filmverband Sachsen wird als Institution zur Filmförderung wahrgenommen.

## Aufgabenspektrum
Der Filmverband Sachsen e. V. hat satzungsgemäß die Aufgaben:
- Beratung in den Bereichen Entwicklung, Produktion, Förderung[1][8]
- Unterstützung von Nachwuchsinitiativen[9][10]
- Präsentation sächsischer Filme[1]
- medienpolitische Vertretung
- Vernetzung der fimkulturellen Infrastruktur Sachsens[11]
- Begleitung medienpolitischer Projekte
- Nationale und Internationale Austauschprojekte
- Aus- und Weiterbildung

## Publikationen
Der Verband ist Herausgeber des Medienfachblattes „Auslöser“. Diese unabhängige Zeitschrift erscheint in 5 Ausgaben jährlich und befasst sich mit den Themen: Medienpolitik, Nachwuchsarbeit, Präsentation sächsischer Filmfirmen, Filmgeschichte, Literatur und sonstigem. Der Auslöser hat eine Auflage von derzeit 2200 Exemplaren und wird im gesamten Bundesgebiet verteilt. Weitere Veröffentlichungen sind u. a. die jährlich neu erscheinenden Ansichts-DVD „Förderfilme aus Sachsen“, die interaktive CD-ROM „Dresden-Filmografie“ und die interaktive CD-ROM „Förderfilme aus Sachsen“. Bei der Pflege und Aktualisierung der Förderfilmdatenbank arbeiten der Filmverband Sachsen und die Mediathek der Sächsischen Landesbibliothek – Staats- und Universitätsbibliothek Dresden (SLUB) zusammen.

## Veranstaltungen
Der Verband bietet eine Reihe von jährlichen Veranstaltungen an. Die zentrale Veranstaltung ist der Filmsommer Sachsen, der 2011 zum 4. Mal stattfand. Seit 2008 wird dieser Branchentreff von den in Sachsen und Mitteldeutschland aktiven Firmen, Filmschaffenden und Institutionen als wichtiges Netzwerktreffen und als Informationsveranstaltung wahrgenommen. Kooperationspartner der Veranstaltungen sind unter anderem die Kulturstiftung des Freistaates Sachsen, die Mitteldeutsche Medienförderung GmbH und die Medienstiftung der Sparkasse Leipzig. Zusätzlich präsentiert der Verband jährlich Sonderprogramme mit sächsischen Filmen auf den Festivals Filmfest Dresden und DOK Leipzig.
Für das Festival Trickfilmlounge in Dresden 2008 war der Verband Kooperationspartner.
An der Filmreihe „Überirdisch“ zum 33. Deutschen Evangelischen Kirchentag 2011, die von Januar bis Mai 2011 in den Dresdner Programmkinos veranstaltet wurde, war der Filmverband Sachsen beteiligt.

## Preise
- Der Verband verleiht den mit 500 Euro dotieren Nachwuchsförderpreis auf dem Leipziger Kurzfilmfestival Kurzsuechtig.[9][10]
- Der Filmverband Sachsen verleiht seit 2011 den mit 550 Euro dotierten Preis für Toleranz und gegenseitigem Respekt im Rahmen des Neisse-Filmfestivals.[23]
- Zum internationalen Kinder- und Jugendfilmfestival „Schlingel“ wird 2011 erstmals der Nationale Kurzfilmpreis in Höhe von 500 Euro verliehen.[24]

## Einsatz für den Erhalt filmgeschichtlicher Zeugnisse
Der Verband arbeitete bei der Restauration von Robert Wienes Stummfilm Rosenkavalier mit dem Filmarchiv Austria, ZDF und arte zusammen, der in restaurierter Fassung am 6. September 2006 in der Semperoper in Dresden aufgeführt wurde.